# Liste der Biografien/Neut
Liste der Biografien |
Portal Biografien |
Personensuche
# |
A |
B |
C |
D |
E |
F |
G |
H |
I |
J |
K |
L |
M |
N |
O |
P |
Q |
R |
S |
T |
U |
V |
W |
X |
Y |
Z |
?
 
Na |
Nb |
Nc |
Nd |
Ne |
Nf |
Ng |
Nh |
Ni |
Nj |
Nk |
Nl |
Nm |
Nn |
No |
Nr |
Ns |
Nt |
Nu |
Nv |
Nw |
Nx |
Ny |
Nz
 
Nea |
Neb |
Nec |
Ned |
Nee |
Nef |
Neg |
Neh |
Nei |
Nej |
Nek |
Nel |
Nem |
Nen |
Neo |
Nep |
Ner |
Nes |
Net |
Neu |
Nev |
New |
Nex |
Ney |
Nez
 
Neub |
Neuc |
Neud |
Neue |
Neuf |
Neug |
Neuh |
Neui |
Neuj |
Neuk |
Neul |
Neum |
Neun |
Neup |
Neur |
Neus |
Neut |
Neuv |
Neuw |
Neuy |
Neuz
Die Liste der Biografien führt alle Personen auf, die in der deutschsprachigen Wikipedia einen Artikel haben. Dieses ist eine Teilliste mit 14 Einträgen von Personen, deren Namen mit den Buchstaben „Neut“ beginnt.

## Neut

### Neuta
- Neutag, Jens (* 1972), deutscher Kabarettist, Autor, Schauspieler und Regisseur
- Neutatz, Dietmar (* 1964), österreichischer Historiker

### Neute
- Neutert, Edmund (1891–1970), deutscher Bildhauer und Maler
- Neutert, Eugen (1905–1943), deutscher Widerstandskämpfer gegen den Nationalsozialismus
- Neutert, Natias (* 1941), deutscher Künstler

### Neutr
- Neutra, Richard (1892–1970), österreichischer ArchitektRichard Neutra (1892–1970)

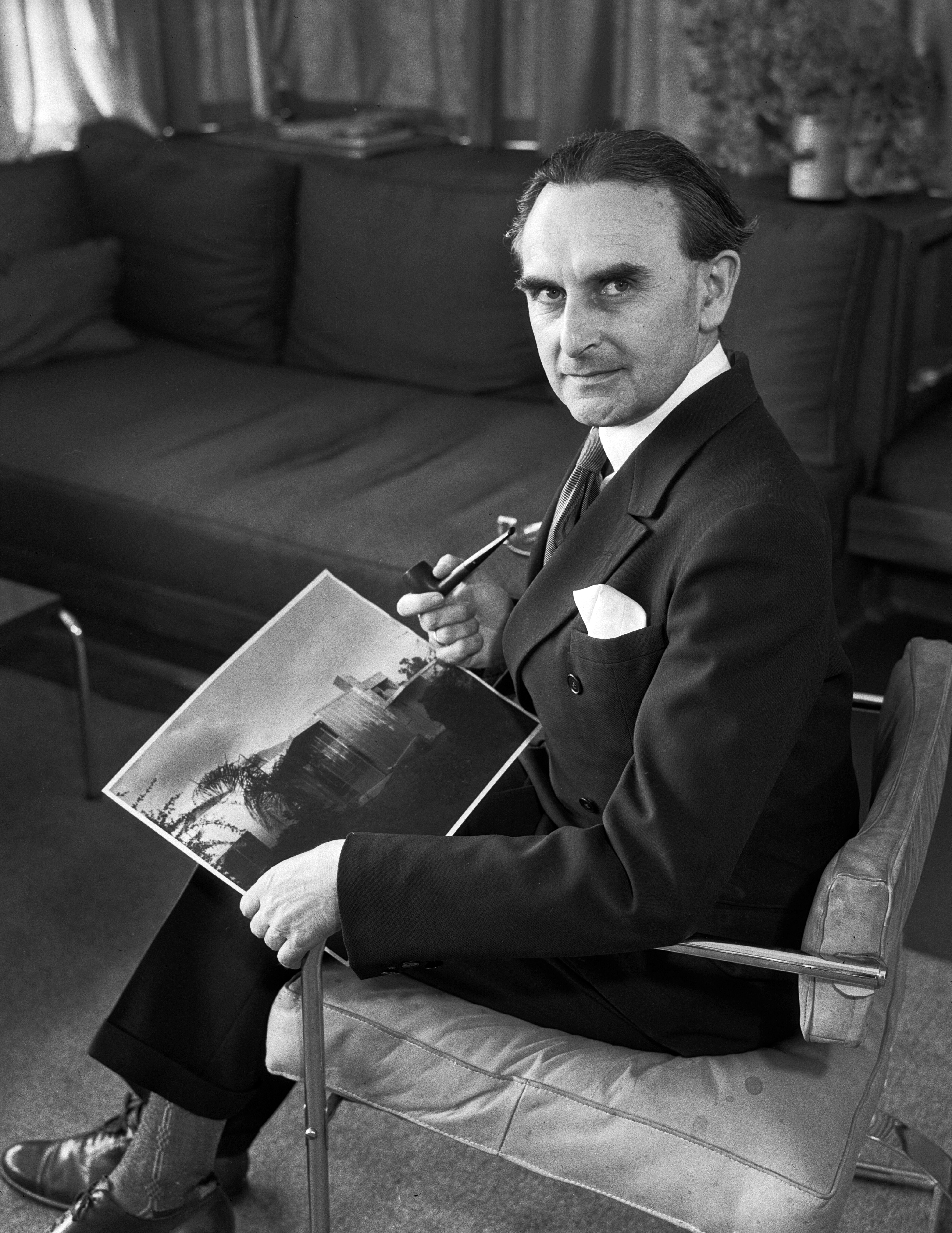
Richard Neutra (1892–1970)

### Neuts
- Neutsch, Bernhard (1913–2002), deutscher Klassischer Archäologe
- Neutsch, Erik (1931–2013), deutscher Schriftsteller
- Neutschel, Angelika (* 1947), deutsche Schauspielerin und Liedermacherin

### Neutz
- Neutze, Günther (1921–1991), deutscher Schauspieler
- Neutze, Horst Michael (1923–2006), deutscher Schauspieler
- Neutzler, August (1867–1950), österreichischer Politiker (SdP), Mitglied des Bundesrates
- Neutzling, Rainer (* 1959), deutscher Journalist und Autor
- Neutzsky-Wulff, Erwin (* 1949), dänischer Autor